# Gairethinx
El gairethinx (nombre completo en latín: gairethinx secundum ritus gentis nostrae) fue una ceremonia lombarda en donde aquellos acusados de haber infringido los decretos y leyes oficiales de la cultura de la época, eran sometidos a proceso judicial. Además de poder dar cumplimiento a la ley civil, también podía darse el caso de que los decretos y leyes fueran promulgadas y recibieran el respaldo del ejército. Este respaldo se podía manifestar de forma tal que todo el ejército golpeaba sus sarisas contra los escudos como forma de aprobación. La costumbre de aclamar con las armas, conocida como vápnatak, era propia de todos los pueblos germánicos.
Está etimológicamente relacionada con el thing de los escandinavos y anglosajones.